# Circuito di Alessandria 1934
Il Circuito di Alessandria 1934 è stato un Gran Premio di automobilismo  della stagione 1934.

## Qualifiche

### Prima batteria
Risultati della prima batteria di qualificazione.
(Evidenziati in grassetto i piloti qualificati per la finale)
| Pos | Nr | Pilota             | Scuderia                    | Vettura                  | Giri |
| --- | -- | ------------------ | --------------------------- | ------------------------ | ---- |
| 1   | 10 | Louis Chiron       | Scuderia Ferrari            | Alfa Romeo P3            | 8    |
| 2   | 14 | Mario Tadini       | Scuderia Ferrari            | Alfa Romeo P3            | 8    |
| 3   | 50 | Tazio Nuvolari     | Iscrizione privata          | Maserati 8CM             | 8    |
| 4   | 18 | Gianfranco Comotti | Scuderia Ferrari            | Alfa Romeo P3            | 8    |
| 5   | 30 | Luigi Soffietti    | Scuderia Siena              | Alfa Romeo 8C 2600 Monza | 8    |
| 6   | 22 | Clemente Biondetti | Gruppo Genovese San Giorgio | Maserati 8C              | 8    |
| 7   | 62 | Gino Rovere        | Iscrizione privata          | Alfa Romeo 8C 2300 Monza | 8    |
| 8   | 6  | Lorenzo Delpino    | Scuderia Balestrero         | Maserati 26              | 8    |
| 9   | 42 | André Delmot       | Scuderia Beccaria           | Bugatti T51              | 8    |
| 10  | 38 | Renzo Camandona    | Iscrizione privata          | Bugatti T35              | 8    |
| Rit | 58 | Paul Pietsch       | Iscrizione privata          | Alfa Romeo 8C 2600 Monza | 4    |
| Rit | 46 | Giovanni Alloatti  | Iscrizione privata          | Bugatti T35              | 0    |
| Rit | 34 | Carlo Pedrazzini   | Scuderia Siena              | Maserati 8CM             | 0    |
| Rit | 26 | Gerolamo Ferrari   | Iscrizione privata          | BM-Maserati Speciale     | 0    |

- Giro veloce: Louis Chiron (Alfa Romeo)

### Seconda batteria
Risultati della seconda batteria di qualificazione.
(Evidenziati in grassetto i piloti qualificati per la finale)
| Pos | Nr | Pilota              | Scuderia            | Vettura                  | Giri |
| --- | -- | ------------------- | ------------------- | ------------------------ | ---- |
| 1   | 12 | Achille Varzi       | Scuderia Ferrari    | Alfa Romeo P3            | 8    |
| 2   | 16 | Carlo Felice Trossi | Scuderia Ferrari    | Alfa Romeo P3            | 8    |
| 3   | 64 | Clifton Penn-Hughes | Iscrizione privata  | Alfa Romeo 8C 2600 Monza | 8    |
| 4   | 32 | Giovanni Minozzi    | Scuderia Siena      | Alfa Romeo 8C 2300 Monza | 8    |
| 5   | 8  | Federico Valpreda   | Scuderia Balestrero | Alfa Romeo 8C 2300 Monza | 8    |
| 6   | 52 | Luigi Pages         | Iscrizione privata  | Alfa Romeo 8C 2300 Monza | 8    |
| 7   | 24 | Secondo Corsi       | Iscrizione privata  | Maserati 26M             | 8    |
| 8   | 28 | Umberto Casareto    | Iscrizione privata  | Maserati 26              | 8    |
| Rit | 40 | Nino Farina         | Scuderia Subalpina  | Alfa Romeo 8C 2300 Monza | 1    |
| Rit | 48 | Romano Malaguti     | Iscrizione privata  | Maserati 4CM             |      |

- Giro veloce: Achille Varzi

## Gara

### Risultati
Risultati finali della gara.
| Pos | Nr | Pilota              | Scuderia            | Vettura                  | Giri |
| --- | -- | ------------------- | ------------------- | ------------------------ | ---- |
| 1   | 12 | Achille Varzi       | Scuderia Ferrari    | Alfa Romeo P3            | 15   |
| 2   | 10 | Louis Chiron        | Scuderia Ferrari    | Alfa Romeo P3            | 15   |
| 3   | 14 | Mario Tadini        | Scuderia Ferrari    | Alfa Romeo P3            | 15   |
| 4   | 18 | Gianfranco Comotti  | Scuderia Ferrari    | Alfa Romeo P3            | 15   |
| 5   | 64 | Clifton Penn-Hughes | Iscrizione privata  | Alfa Romeo 8C 2600 Monza | 15   |
| 6   | 30 | Luigi Soffietti     | Scuderia Siena      | Alfa Romeo 8C 2600 Monza | 15   |
| 7   | 8  | Federico Valpreda   | Scuderia Balestrero | Alfa Romeo 8C 2300 Monza | 15   |
| Rit | 16 | Carlo Felice Trossi | Scuderia Ferrari    | Alfa Romeo P3            | 12   |
| Rit | 50 | Tazio Nuvolari      | Iscrizione privata  | Maserati 8CM             | 1    |
| Rit | 32 | Giovanni Minozzi    | Scuderia Siena      | Alfa Romeo 8C 2300 Monza | 0    |

- Giro veloce: Achille Varzi (Alfa Romeo).